# Waterville (Minnesota)
Waterville és una població dels Estats Units a l'estat de Minnesota. Segons el cens del 2000 tenia 1.833 habitants.

## Demografia
Segons el cens del 2000, Waterville tenia 1.833 habitants, 756 habitatges, i 501 famílies. La densitat de població era de 421,3 habitants per km².
Dels 756 habitatges en un 28,4% hi vivien nens de menys de 18 anys, en un 52,4% hi vivien parelles casades, en un 9,3% dones solteres, i en un 33,7% no eren unitats familiars. En el 28,8% dels habitatges hi vivien persones soles el 13,8% de les quals corresponia a persones de 65 anys o més que vivien soles. El nombre mitjà de persones vivint en cada habitatge era de 2,32 i el nombre mitjà de persones que vivien en cada família era de 2,83.
Per edats la població es repartia de la següent manera: un 22,3% tenia menys de 18 anys, un 7% entre 18 i 24, un 25,6% entre 25 i 44, un 24,4% de 45 a 60 i un 20,7% 65 anys o més.
L'edat mediana era de 42 anys. Per cada 100 dones de 18 o més anys hi havia 88,7 homes.
La renda mediana per habitatge era de 35.950 $ i la renda mediana per família de 45.536 $. Els homes tenien una renda mediana de 32.361 $ mentre que les dones 24.327 $. La renda per capita de la població era de 17.958 $. Entorn del 6,6% de les famílies i el 10,6% de la població estaven per davall del llindar de pobresa.

## Poblacions més properes
El següent diagrama mostra les poblacions més properes.